# Livio Trapè
Pour les articles homonymes, voir Trape.
Livio Trapè (né le 26 mai 1937 à Montefiascone, dans la province de Viterbe dans le Latium) est un coureur cycliste italien, du début des années 1960.

## Biographie
Livio Trapè s'illustre chez les amateurs aux Jeux olympiques de Rome en 1960. Il est Champion olympique du 100 km contre-la-montre par équipes avec ses compatriotes Ottavio Cogliati, Giacomo Fornoni et Antonio Bailetti. Dans l'épreuve sur route individuelle, il échoue de quelques centimètres face au Soviétique Viktor Kapitonov.
Sa carrière professionnelle ne répond pas aux attentes. Lors du Tour d'Italie 1961, il se fracture le col du fémur. Sa meilleure performance est sa deuxième place lors du Tour de Lombardie 1962.
Il ne termine jamais le Tour d'Italie lors de ses trois participations. On peut noter une troisième place lors de la quinzième étape en 1964.
Son frère aîné Ardelio a également été coureur cycliste chez les amateurs.

## Palmarès

### Palmarès amateur
- 1957
  - 3ea étape de la Cinturón de Cataluña
  - 2e du Gran Premio della Liberazione
- 1958
  - Gran Premio Pretola
  - Coppa Arturo Lepori
- 1959
  - 12e étape de la Course de la Paix
  - Gran Premio Vivaisti Cenaiesi
  - Trophée Mauro Pizzoli
  - Coppa del Mobilio (en ligne)
  - Coppa del Mobilio (contre-la-montre)
  - 2e du Gran Premio Pretola
- 1960
  -  Champion olympique du contre la montre par équipes (avec Ottavio Cogliati, Giacomo Fornoni et Antonio Bailetti)
  -  Champion d'Italie sur route amateurs
  - Coppa Città del Marmo
  - Nazionale di Santo Stefano Magra
  - Coppa 29 Martiri di Figline di Prato
  - Trophée Mauro Pizzoli
  - Gran Premio Riello
  - Coppa del Mobilio (en ligne)
  -  Médaillé d'argent de la course en ligne aux Jeux olympiques

### Palmarès professionnel
- 1961
  - Tour de Campanie
  - Coppa Cicogna
- 1962
  - 2e de Sassari-Cagliari
  - 2e du Tour de Lombardie
  - 3e du Tour de la province de Reggio de Calabre

## Résultats sur les grands tours

### Tour d'Italie
3 participations
- 1961 : abandon
- 1962 : abandon
- 1964 : abandon

### Tour d'Espagne
1 participation
- 1966 : 45e

## Sources
- Miroir du cyclisme no 335, juin 1983